# 小泉巳之吉
小泉 巳之吉（こいずみ みのきち、天保4年（1833年）‐明治39年（1906年））は江戸時代末期から明治時代にかけての浮世絵版画の彫師。

## 略歴
松島政吉の弟子。小泉彫巳の、彫巳のと号す。歌川貞秀、落合芳幾、月岡芳年、豊原国周の錦絵を担当している。享年74。

## 作品
- 歌川貞秀 「横浜ノ商館ニ払蘭西人金魚ヲ翫フ図」 大判 文久1年
- 落合芳幾 「鶴泉楼」 大判3枚続 文久3年
- 月岡芳年 「浦島太郎玉手箱」 大判3枚続 慶応1年
- 豊原国周 「写真所 佐々木源之助 三世沢村訥升」 大判 明治1年